# 阿拉巴馬州第一國會選區
阿拉巴馬州第一國會選區（英語：First Congressional District of Alabama）是美国亚拉巴马州七個國會選區之一，始於1823年，2013年起位於該州的南部。
該選區在2000年以來的總統選舉一直支持共和黨，在眾議員選舉方面本區1964年以來都是由共和黨人代表。現任聯邦眾議員是傑瑞·卡爾。